# Feu de décharge

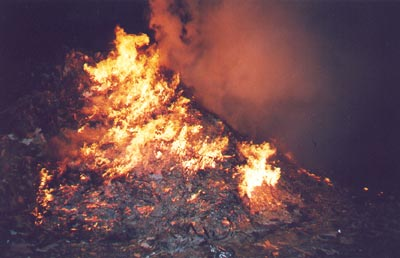
Début d'incendie.

Les feux de décharges sont des feux particulièrement dangereux.
Les incendies accidentels ou criminels de décharges sont saisonniers et courants dans les zones sèches et chaudes. Ils émettent des polluants mal connus et généralement non comptabilisés (comme ceux des feux de forêts) par les cadastres et inventaires de pollutions. Les déchets ménagers sont assez riches en produits contenant du chlore (PVC notamment) pour émettre en brûlant des dioxines et furanes en quantité importantes (environ 10 fois plus qu'un feu de broussaille ou de sous-bois forestier de bord de mer).

## Les Feux de Décharges
- 26 janvier 1998, à Maalaea, Hawaii, un feu 15 pied sous-terre.
- Décembre 1996 à Danbury (Connecticut).
- Novembre 1999, à Delta (Colombie-Britannique) un feu 100 pied sous-terre. Le 27 novembre, le maire de Delta a déclaré l'état d'urgence.
- 2 septembre 2007, un grand feu toxique a Fredericton.